# Channel One Cup 2015
48. edycja turnieju Channel One Cup została rozegrana w dniach 17-20 grudnia 2015 roku. Wzięły w nim udział cztery reprezentacje: Czech, Szwecji, Finlandii i Rosji. Każdy zespół rozegrał po trzy spotkania, łącznie odbyło się sześć spotkań. Pięć meczów odbyło się w hali VTB Pałac Lodowy w Moskwie, jeden mecz rozegrano w Pradze w hali O2 Arena.
Turniej był drugim, zaliczanym do klasyfikacji Euro Hockey Tour w sezonie 2015/2016. W turnieju zwyciężyła reprezentacja Czech.

## Wyniki
| 17 grudnia 2015 | Czechy | 0:3 | Finlandia | O2 Arena, Praga |

| Szczegóły      | Szczegóły  | Szczegóły       | Szczegóły                                                         | Szczegóły                                                                                                 |
| -------------- | ---------- | --------------- | ----------------------------------------------------------------- | --- |
| Godzina: 18:30 |            | (0:0, 0:1, 0:2) | 32:46 (EQ) O. Palola 42:04 (EQ) M. Nutivaara 57:27 (EN) J. Enlund | Widzów: 16 257 Sędzia główny: Tobias Björk Linus Öhnlund Sędziowie liniowi: Rudolf Tošenovjan Vit Lederer |
| Godzina: 18:30 | 6 min. kar |                 | 2 min. kar                                                        | Widzów: 16 257 Sędzia główny: Tobias Björk Linus Öhnlund Sędziowie liniowi: Rudolf Tošenovjan Vit Lederer |

| 17 grudnia 2015 | Rosja | 1:4 | Szwecja | VTB Pałac Lodowy, Moskwa |

| Szczegóły      | Szczegóły              | Szczegóły       | Szczegóły                                                                                | Szczegóły                                                                                                |
| -------------- | ---------------------- | --------------- | ---------------------------------------------------------------------------------------- | --- |
| Godzina: 19:00 | M. Czudinow (PP) 21:04 | (0:0, 1:3, 0:1) | 26:57 (PP2) A. Petersson 29:33 (EQ) J. Ahnelöv 33:15 (EQ) J. Norman 59:36 (EN) O. Möller | Widzów: 12 194 Sędzia główny: Robin Šír Pavel Hodek Sędziowie liniowi: Dmitrij Siwow Siergiej Szełijanin |
| Godzina: 19:00 | 22 min. kar            |                 | 20 min. kar                                                                              | Widzów: 12 194 Sędzia główny: Robin Šír Pavel Hodek Sędziowie liniowi: Dmitrij Siwow Siergiej Szełijanin |

| 19 grudnia 2015 | Finlandia | 1:8 | Rosja | VTB Pałac Lodowy, Moskwa |

| Szczegóły      | Szczegóły               | Szczegóły       | Szczegóły | Szczegóły                                                                                                |
| -------------- | ----------------------- | --------------- | --- | --- |
| Godzina: 14:00 | A. Pihlström (PP) 34:34 | (0:4, 1:3, 0:1) | 01:26 (EQ) D. Zaripow 01:47 (EQ) D. Apalkow 06:23 (EQ) A. Radułow 12:46 (EQ) A. Radułow 29:21 (EQ) M. Czudinow 36:17 (EQ) I. Kowalczuk 39:12 (EQ) I. Kowalczuk 55:05 (EQ) D. Zaripow | Widzów: 12 034 Sędzia główny: Pavel Hodek Robin Šír Sędziowie liniowi: Dmitrij Siwow Siergiej Szełijanin |
| Godzina: 14:00 | 2 min. kar              |                 | 8 min. kar | Widzów: 12 034 Sędzia główny: Pavel Hodek Robin Šír Sędziowie liniowi: Dmitrij Siwow Siergiej Szełijanin |

| 19 grudnia 2015 | Szwecja | 1:3 | Czechy | VTB Pałac Lodowy, Moskwa |

| Szczegóły      | Szczegóły            | Szczegóły       | Szczegóły                                                         | Szczegóły |
| -------------- | -------------------- | --------------- | ----------------------------------------------------------------- | --- |
| Godzina: 18:00 | O. Möller (PP) 25:00 | (0:0, 1:1, 0:2) | 30:59 (EQ) T. Vincour 49:29 (PP) T. Filippi 55:27 (EQ) T. Zohorna | Widzów: 6 250 Sędzia główny: Aleksiej Anisimow Wiaczesław Bułanow Sędziowie liniowi: Gleb Łazarow Aleksandr Otmaczow |
| Godzina: 18:00 | 10 min. kar          |                 | 6 min. kar                                                        | Widzów: 6 250 Sędzia główny: Aleksiej Anisimow Wiaczesław Bułanow Sędziowie liniowi: Gleb Łazarow Aleksandr Otmaczow |

| 20 grudnia 2015 | Rosja | 2:4 | Czechy | VTB Pałac Lodowy, Moskwa |

| Szczegóły      | Szczegóły                                    | Szczegóły       | Szczegóły                                                                                 | Szczegóły |
| -------------- | -------------------------------------------- | --------------- | ----------------------------------------------------------------------------------------- | --- |
| Godzina: 14:00 | W. Kartajew (EQ) 22:28 W. Antipin (EQ) 25:09 | (0:1, 2:3, 0:0) | 05:26 (EQ) T. Vincour 27:29 (EQ) T. Kundrátek 34:20 (PP) M. Zaťovič 39:09 (EQ) R. Jarusek | Widzów: 12 095 Sędzia główny: Aleksi Rantala Stefan Fonselius Sędziowie liniowi: Dmitrij Siwow Siergiej Szełijanin |
| Godzina: 14:00 | 6 min. kar                                   |                 | 2 min. kar                                                                                | Widzów: 12 095 Sędzia główny: Aleksi Rantala Stefan Fonselius Sędziowie liniowi: Dmitrij Siwow Siergiej Szełijanin |

| 20 grudnia 2015 | Finlandia | 1:2 pk. | Szwecja | VTB Pałac Lodowy, Moskwa |

| Szczegóły      | Szczegóły            | Szczegóły                 | Szczegóły                                  | Szczegóły |
| -------------- | -------------------- | ------------------------- | ------------------------------------------ | --- |
| Godzina: 18:00 | J. Enlund (EQ) 45:25 | (0:0, 0:1, 1:0, 0:0, 0:1) | 39:07 (PP) L. Wallmark 65:00 (PS) L. Omark | Widzów: 5 340 Sędzia główny: Roman Gofman Konstantin Ołenin Sędziowie liniowi: Gleb Łazarow Aleksandr Otmaczow |
| Godzina: 18:00 | 6 min. kar           |                           | 8 min. kar                                 | Widzów: 5 340 Sędzia główny: Roman Gofman Konstantin Ołenin Sędziowie liniowi: Gleb Łazarow Aleksandr Otmaczow |

## Klasyfikacja
| Poz. | Zespół    | M | Pkt | Z | WpD | PpD | P | G+ | G- | +/- |
| ---- | --------- | - | --- | - | --- | --- | - | -- | -- | --- |
| 1    | Czechy    | 3 | 6   | 2 | 0   | 0   | 1 | 7  | 6  | +1  |
| 2    | Szwecja   | 3 | 5   | 1 | 1   | 0   | 1 | 7  | 5  | +2  |
| 3    | Finlandia | 3 | 4   | 1 | 0   | 1   | 1 | 5  | 10 | -5  |
| 4    | Rosja     | 3 | 3   | 1 | 0   | 0   | 2 | 11 | 9  | +2  |